# Gravímetro
Gravímetro o gravitómetro es un instrumento utilizado en gravimetría para medir el campo gravitacional local de la Tierra. Un gravímetro es un tipo de acelerómetro especializado en medir la constante aceleración descendente de la gravedad, la cual varía alrededor de un 0.5% sobre la superficie terrestre. Aunque funcionan con el mismo principio de diseño de los acelerómetros, los gravímetros están diseñados para ser más sensibles con el fin de medir los pequeños cambios dentro de la gravedad de la Tierra de 1g, causados por estructuras geológicas cercanas o por la propia forma de la Tierra. Esta sensibilidad significa que los gravímetros son susceptibles a vibraciones externas incluyendo el ruido, el cual tiende a causar aceleración oscilatoria. En la práctica, esto es contrarrestado por el aislamiento vibratorio integral y el procesamiento de la señal. Por lo general, las limitaciones en la resolución temporal son menores para los gravímetros, de tal forma que la resolución puede ser aumentada procesando los datos de salida con una mayor constante de tiempo. Los gravímetros usan la medida gal, en lugar de las medidas comunes de aceleración.
Los gravímetros se utilizan en la exploración de petróleo y minerales, sismología, geodesia, arqueología, estudios de aguas subterráneas, análisis geofísicos y otras investigaciones geofísicas.
Existen dos tipos de gravímetros: relativos y absolutos. Los absolutos miden la gravedad local en unidades absolutas, los gals. Los relativos comparan el valor de la gravedad en un punto en relación con otro. Estos deben ser calibrados en una ubicación donde exista un valor de gravedad exacto y conocido para después ser transportados al sitio donde se desea realizar la lectura. Así, la gravedad es medida en ambos puntos.

## Gravímetros absolutos
Los primeros gravímetros absolutos fueron los péndulos que permiten conocer el valor de la gravedad a través de la medición de períodos de oscilación del péndulo. Estos instrumentos dejaron de emplearse a mediados de 1900 cuando se empiezan a construir los primeros gravímetros de caída libre.
Hoy en día los gravímetros absolutos tienen una forma compacta para facilitar su uso en exteriores. Trabajan midiendo la aceleración de una masa en caída libre a través de un vacío mientras un acelerómetro está fijo en el suelo.
La masa incluye un retro reflector el cual atraviesa el haz de un interferómetro Michelson. Se puede medir la velocidad de la masa contando los tiempos de las interferencias. Un nuevo método consiste en “levantar y tirar” el cual lanza la masa hacia arriba y mide las velocidades de ascenso y descenso. Esto permite evitar algunos errores de lectura. Los gravímetros absolutos se utilizan para calibrar los gravímetros relativos y para establecer una red de control vertical.

## Gravímetros relativos
Los gravímetros relativos más comunes funcionan con resortes. Se utilizan en análisis gravitacionales de áreas grandes para establecer la figura del geoide sobre estas. Un gravímetro de resorte es, básicamente, una pesa colgando de un resorte en la cual se mide el alargamiento de este con el fin de conocer la gravedad local. La resistencia del resorte debe ser calibrada ubicando el instrumento en un punto con una aceleración gravitacional conocida.
Los gravímetros relativos más exactos son los gravímetros superconductores, que funcionan suspendiendo una esfera superconductora diamagnética de niobio enfriada con helio líquido en un campo magnético extremadamente estable. La corriente necesaria para generar el campo magnético en el cual está suspendida la esfera de niobio es proporcional al campo gravitacional terrestre. El gravímetro superconductor alcanza niveles extraordinarios de exactitud hasta de un nanogal, es decir, la milésima parte de una mil millonésima de la gravedad terrestre. En una sorprendente demostración de la exactitud del gravímetro superconductor, Virtanen (2006) describe cómo uno de estos instrumentos ubicado en Metsähovi, Finlandia, detecta el incremento gradual de la gravedad en la superficie mientras unos trabajadores limpian la nieve del techo de su laboratorio.
También existen los gravímetros relativos transportables, que emplean una plataforma de inercia sumamente estable para compensar los efectos del movimiento y la vibración, todo un logro de ingeniería. Según reportes, los primeros gravímetros relativos transportables eran una tecnología militar secreta desarrollada en las décadas de 1950 a 1960 como auxiliar en la navegación de submarinos. Más adelante, en la década de 1980, estos gravímetros fueron rediseñados por el sector civil para ser usados en barcos, después en aeronáutica y, por último, para llevar a cabo análisis gravitatorios vía satélite.